# Hetzwalde
Hetzwalde, volkstümlich die Hetze, ist ein Gemeindeteil von Leutersdorf im Landkreis Görlitz.

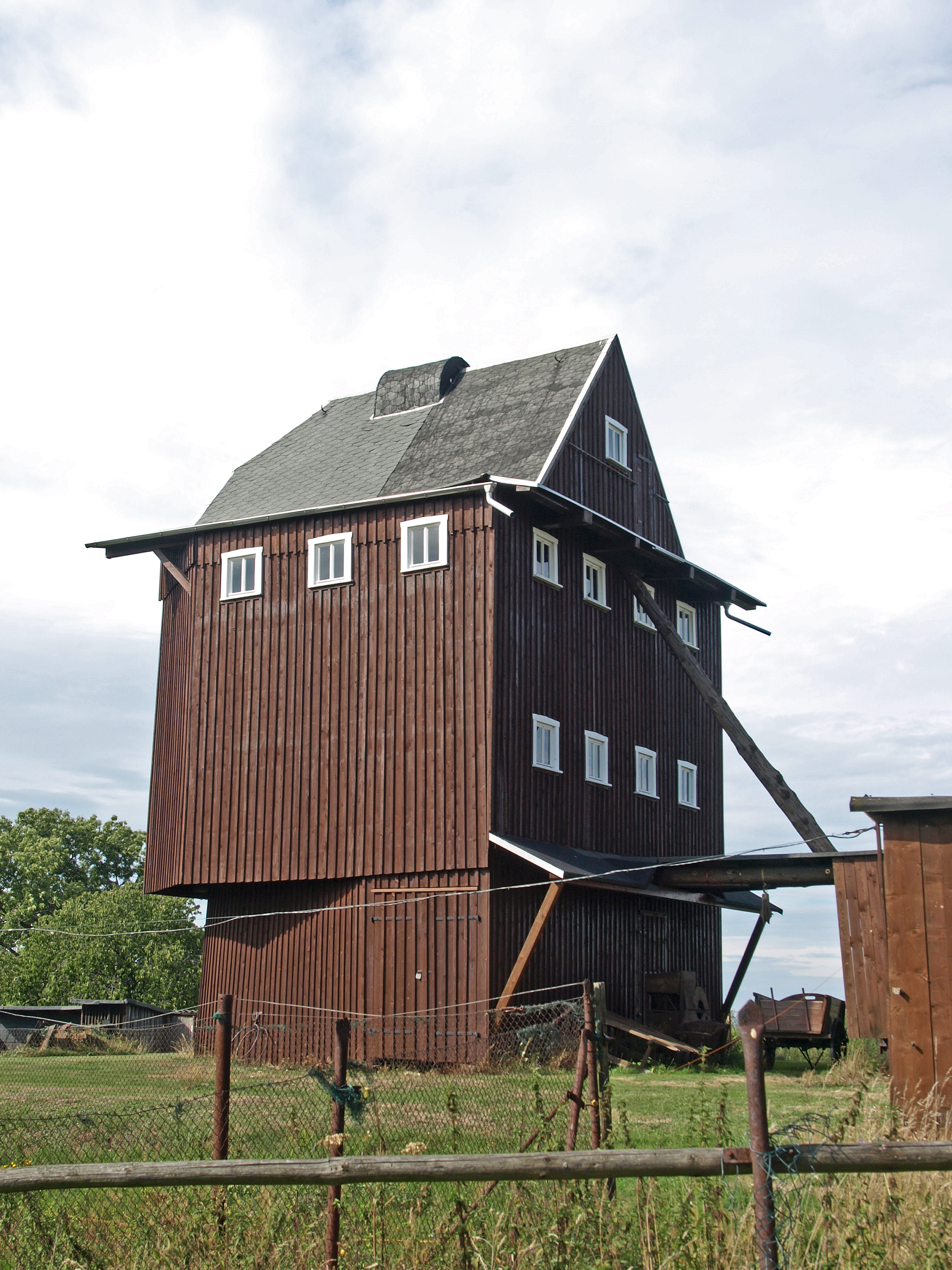
Die Hetzemühle

## Geografie

### Lage
Hetzwalde liegt im südlichen Teil des Landkreises im Neugersdorfer Lössrückengebiet in der Östlichen Oberlausitz. Das Dorf breitet sich am Nordwestfuß des Hetzwalder Berges (441,6 m ü. NN) über dem Leutersdorfer Wasser aus. Nordwestlich erhebt sich der Beerberg (427,4 m ü. NN), südlich der Wacheberg (452,4 m ü. NN). Südwestlich des Dorfes liegt der Hetzeteich.
Eine Besonderheit stellt die Verkehrsanbindung des Dorfes dar. Hetzwalde ist ausschließlich über Straßen von Neugersdorf und Neueibau erreichbar, mit dem Hauptort Leutersdorf besteht keine direkte Straßenverbindung. Die Staatsstraße S 148 von Ebersbach/Sa. nach Oberhennersdorf (Horni Jindrichov) verläuft östlich von Hetzwalde.

### Nachbarorte
| Neugersdorf | Kamerun                                     | Eibau                              |
| Neugersdorf | Kompassrose, die auf Nachbargemeinden zeigt | Neueibau                           |
| Neugersdorf | Neuleutersdorf, Neuwalde                    | Oberleutersdorf, Mittelleutersdorf |

### Straßen
Der Ortsteil besteht aus den Straßen Hetzwalder Ring und Hetzwalder Weg.

## Geschichte
Das älteste Gebäude von Hetzwalde ist wahrscheinlich die zwischen 1775 und 1780 vom Müller Johann Gottfried Eichhorn auf dem Löfflerschen Berg (Hetzwalder Berg) errichtete Hetzemühle. Zum Ende des 18. Jahrhunderts ließ der Besitzer des Rittergutes Oberleutersdorf II die Gutsfluren nordwestlich des Löfflerschen Berges parzellieren und besiedeln. Die erste schriftliche Erwähnung des neu angelegten Dorfes Hetzwalda erfolgte 1791. Auf einem vom Jäger Graner im Auftrag des Zittauer Rats gefertigten Plan des Eibauer Reviers wurde das Dorf als Herzogswalda eingezeichnet.
Die Siedler errichteten ihre Häuser um einen nach Südwesten langgestreckten freien Platz. Sie nannten ihr Dorf Hetze und der Kretscham hieß Hetzeschenke. Der ursprüngliche Ortskern bildet heute die Außensiedlung des Hetzwalder Rings und ist auf 39 Häuser angewachsen. Durch die Bebauung des Platzes entstand später die Innensiedlung.
Wegen des günstigen Wegs durch den flachen Grund des Leutersdorfer Wassers wandten sich die Bewohner von Hetzwalde von Anfang an Alt-Gersdorf und Neugersdorf zu. Sie besuchten die Gottesdienste in Neugersdorf und schickten ihre Kinder auch dorthin zur Schule. Leutersdorf war nur über längere und teils beschwerliche Wege über oder um den Berg zu erreichen.
Hetzwalde war ursprünglich ein Ortsteil der Gemeinde Oberleutersdorf. 1907 erfolgte die Vereinigung der Gemeinden Niederleutersdorf, Oberleutersdorf und Josephsdorf zu Landgemeinde Leutersdorf. Die Hetzemühle, deren Besitzer seit 1877 auch eine Bäckerei betrieben, stellte 1929 den Betrieb ein. 1932 gründete Karl Geißler eine Kelterei. Zu DDR-Zeiten bestanden in Hetzwalde die Süßmost- und Obstweinkelterei, die 1977 von Karl Linke übernommen wurde, sowie eine Metallfedernfabrik.
Die regional bekannte Kelterei Linke verlegte 2002 ihre Betriebsstätte von Hetzwalde nach Neugersdorf in das Gewerbegebiet Kamerun.

### Verwaltungszugehörigkeit
1791: Amt Zittau, 1843: Landgerichtsbezirk Löbau, 1856: Gerichtsamt Großschönau, 1875: Amtshauptmannschaft Zittau, 1952: Kreis Zittau, 1994: Landkreis Löbau-Zittau, 2008: Landkreis Görlitz

### Einwohnerentwicklung
| Jahr | Einwohner |
| ---- | --------- |
| 1875 | 209       |

## Hetzemühle
Wahrzeichen des Ortes ist die weithin sichtbare Hetzemühle über dem Dorf. Die ehemals fünfflügelige Windmühle ist die größte erhaltene Bockwindmühle in Sachsen und zugleich die größte und älteste Windmühle der Oberlausitz. Nach dem Zweiten Weltkrieg war nur noch ein Mühlenflügel erhalten, der seit den 1960er Jahren zerfiel. An der Mühle wurden seit den 1920er Jahren Johannisfeuer abgehalten. Im Mai 2002 wurde der Verein Hetzemühle e. V. gegründet, der auch die 1939 erloschene Tradition der Johannisfeuer wieder aufleben ließ. Erklärtes Ziel des Vereins ist es, die Mühle wieder mit fünf Flügeln zu versehen.